# Rudolf Raše
Rudolf Raše (21. března 1872 Křinec – 25. listopadu 1954 Praha) byl český lékař, během první světové války vojenský lékař na východní frontě, posléze československý legionář v Rusku, účastník Ruské občanské války a tzv. Sibiřské anabáze, posléze pak generál zdravotnické služby Československé armády. Jako hlavní náčelník evakuace čs. vojsk byl důležitou postavou pro úspěšný přesun několika desítek tisíc legionářů a veškerý jimi vezený materiál lodní cestou z Vladivostoku kolem břehů Asie do Evropy.

## Život

### Mládí
Narodil se v městečku Křinec ve středočeském Polabí. Po absolvování základního a středního vzdělání vystudoval medicínu na české lékařské fakultě Karlo-Ferdinandovy univerzity. Byl jedním z více než sta obviněných v tzv. procesu s Omladinou konaném v roce 1894, odsouzen však nebyl. Po promoci se zde stal asistentem prof. Rubešky. Po dalších studiích v ruském Petrohradě působil jako odborný lékař v Českých Budějovicích a Luhačovicích. 

### Československé legie
Dne 28. července 1914, když Rakousko-Uhersko vyhlásilo válku Srbsku, byl poslán  jako vojenský lékař rakousko-uherské armády na východní frontu, již 1. září téhož roku se však uvádí jako zajatý ruskou armádou. Následně pak působil jako lékař  v zajateckých táborech. Okolo roku 1917 se přihlásil do nově vznikajících československých legií, kde působil nejprve jako starší lékař 5. pluku, pak jako brigádní lékař-komisař záložní části vojska a náčelník zdravotnické služby při ministerstvu M. R. Štefánika. S legiemi po bolševickém převratu v Rusku absolvoval tzv. Sibiřskou anabázi, vlakový přesun do přístavu Vladivostok. Nejvyššími kruhy prvního čs. odboje byl pak jmenován náčelníkem procesu evakuace všech členů čs. legií lodní cestou do Evropy. Na té se mj. podíleli lodě ze Spojených států amerických či Japonska. Poslední lodní transport z Vladivostoku odplul v první polovině roku 1920. 

### Po vzniku Československa
Pokračoval v angažmá v nově vytvořené Československé armádě, kde byl posléze povýšen do hodnosti generála zdravotnické služby V. třídy. Byl činný v pokrokovém hnutí a politicky v Pokrokové straně, v jejíž prospěch také žurnalisticky publikoval, rovněž byl členem ústředního zastupitelstva hl. m. Prahy za čs. socialisty. Rovněž vykonával funkci prezidenta Banky československých legií. 

### Úmrtí
Rudolf Raše zemřel 25. listopadu 1954 v Praze ve věku 82 let.

## Dílo (výběr)
- Domů kolem světa Panamou (1920, vzpomínková kniha)